# Valčíky (Chopin)

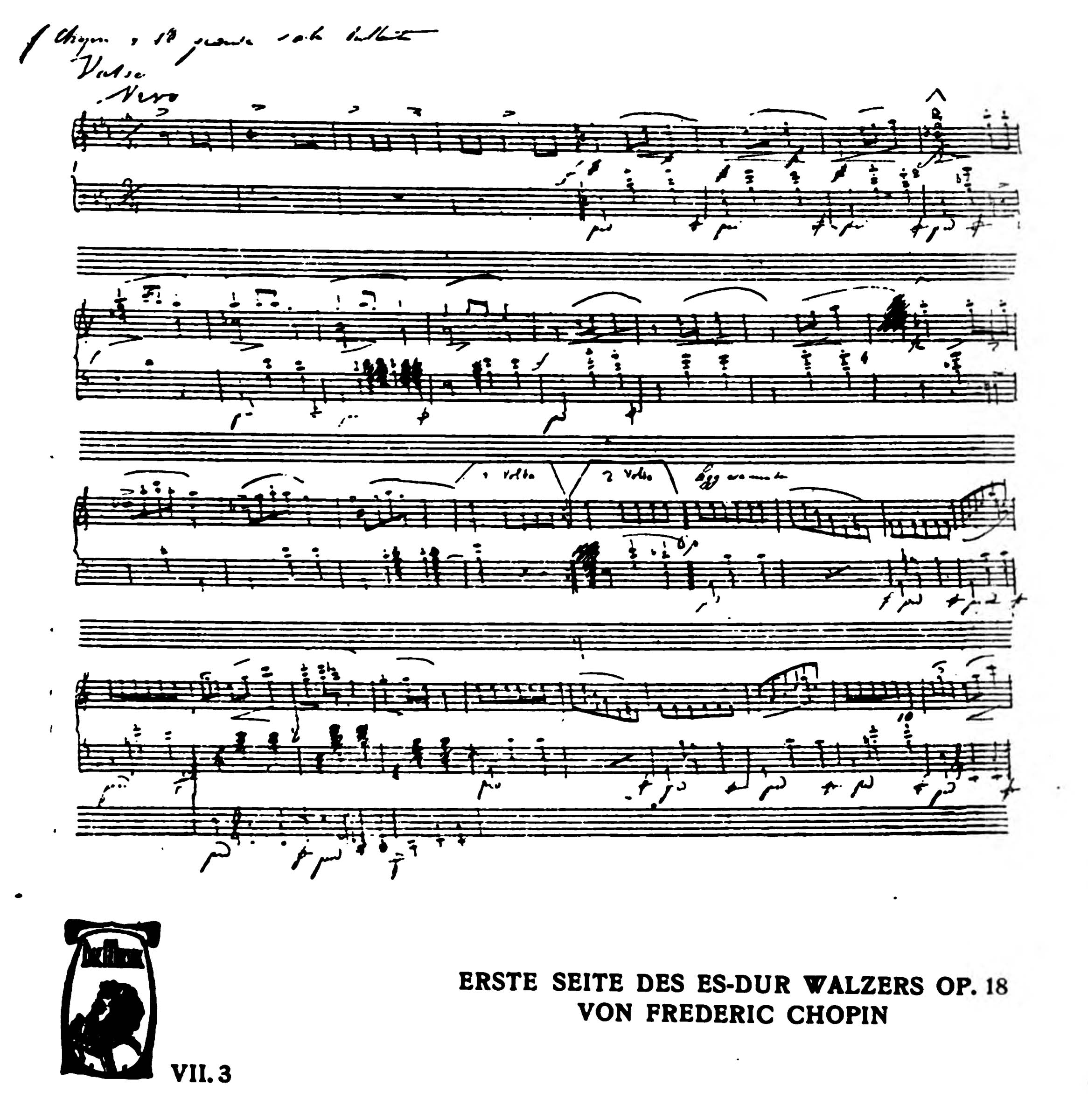
První strana rukopisu Chopinovy Grande valse brillantes (Velké brilantní valčíky), op. 18.

Valčíky Frédérica Chopina jsou krátké skladby pro sólový klavír v tradičním tříčtvrtečním taktu. Jsou ovšem určeny primárně pro koncertní hraní, čímž se liší od tradičních Vídeňských valčíků. Chopin komponoval valčíky od svých čtrnácti let až do své smrti roku 1849. Při tvorbě svých valčíků se Chopin inspiroval valčíky Franze Schuberta a Weberovým klavírním Pozváním k tanci. Tyto skladby se nedrží žádné přesné formy, některé jsou krátkými tanečními miniaturami, jiné naopak dlouhé s charakterem taneční básně.
| „                 | Aristokratické od první noty až po poslední. | “ |
| — Robert Schumann |                                              |   |

## Skladby
Chopin napsal přibližně 25 valčíků, z nichž se zachovalo pouze 18. Z těchto osmnácti publikoval za svého života pouze 8. Zbývající byly vydány po autorově smrti, některé s posthumním opusovým číslem přiděleným Julianem Fontanou.
Velmi často Chopin daroval své valčíky někomu osobně do deníku a poté je nevydal (například Valčík f moll, WN 55), stejně tak nebyly vydány jeho studentské valčíky z varšavského období.
Několik valčíků také nedokončil a existují pouze jako zaznamenané melodie jeho sestrou Ludwikou.

## Seznam skladeb
| Pořadové číslo | Tónina        | Zkomponováno                   | Vydáno        | Opusové číslo   | Brown   | Kobylańska | Chominski | Věnování                                                         | Poznámky |
| -------------- | ------------- | ------------------------------ | ------------- | --------------- | ------- | ---------- | --------- | ---------------------------------------------------------------- | --- |
| 1              | Es dur        | 1831–32                        | 1834 (červen) | Op. 18          | B.62    |            |           | Laura Horsford                                                   | Grande valse brillante (Velký brilantní valčík); použito v Les Sylphides                                                                                     |
| 2              | As dur        | 1835                           | 1838          | Op. 34/1        | B.94    |            |           | Josefine von Thun-Hohenstein                                     | Tyto tři valčíky byly publikovány jako Grandes valses brillantes (Velké brilantní valčíky'), ale toto označení se používá primárně pro Valčík Es dur, Op. 18 |
| 3              | a moll        | 1834                           | 1838          | Op. 34/2        | B.64    |            |           | Baroness G. d'Ivry                                               | Tyto tři valčíky byly publikovány jako Grandes valses brillantes (Velké brilantní valčíky'), ale toto označení se používá primárně pro Valčík Es dur, Op. 18 |
| 4              | F dur         | 1838                           | 1838          | Op. 34/3        | B.118   |            |           | Mlle. A. d'Eichtal                                               | Tyto tři valčíky byly publikovány jako Grandes valses brillantes (Velké brilantní valčíky'), ale toto označení se používá primárně pro Valčík Es dur, Op. 18 |
| 5              | As dur        | 1840                           | 1840          | Op. 42          | B.131   |            |           |                                                                  | Grande valse (Velký valčík) |
| 6              | Des dur       | 1847                           | 1847          | Op. 64/1        | B.164/1 |            |           | hraběnka Delfina Potocka                                         | Minutový valčík |
| 7              | Cis moll      | 1847                           | 1847          | Op. 64/2        | B.164/2 |            |           | Baronka Nathaniel de Rothschild (= Charlotte de Rothschild)      | Použito v Milenec, Les Sylphides a Tajemství |
| 8              | As dur        | 1847                           | 1847          | Op. 64/3        | B.164/3 |            |           | hraběnka Katarzyna Branicka (nebo Bronicka)                      | |
| 9              | As dur        | 1835 (24. září)                | 1852          | Op. posth. 69/1 | B.95    |            |           | Charlotte de Rothschild, slečna Peruzzi a Maria Wodzińska        | Na rozloučenou |
| 10             | h moll        | 1829                           | 1852          | Op. posth. 69/2 | B.35    |            |           | Wilhelm Kolberg                                                  | |
| 11             | Ges dur       | 1832                           | 1855          | Op. posth. 70/1 | B.92    |            |           |                                                                  | Použito v Les Sylphides |
| 12             | f moll/As dur | 1841 (červen)                  | 1855          | Op. posth. 70/2 | B.138   |            |           | Marie de Krudner, slečna Oury, Élise Gavard & hraběnka Esterházy | |
| 13             | Des dur       | 1829 (3. října)                | 1855          | Op. posth. 70/3 | B.40    |            |           |                                                                  | |
| 14             | e moll        | 1829 (? 1830–35)               | 1868          | —               | B.56    | KK IVa/15  | P1/15     |                                                                  | |
| 15             | E dur         | 1829–30                        | 1871–72       | —               | B.44    | KK IVa/12  | P1/12     |                                                                  | |
| 16             | As dur        | 1827–30                        | 1902          | —               | B.21    | KK IVa/13  | P1/13     | Emily Elsner                                                     | |
| 17             | Es dur        | 1827–30                        | 1902          | —               | B.46    | KK IVa/14  | P1/14     | Emily Elsner                                                     | Falešný |
| 20             | fis moll      | 1838 (?)                       | 1932          | —               |         | KK Ib/7    | A1/7      |                                                                  | Valse mélancolique; Falešný |
| 18             | Es dur        | 1840                           | 1955          | —               | B.133   | KK IVb/10  |           | Émile Gaillard                                                   | Nadepsáno „Sostenuto“; ne vždycky považováno za valčík |
| 19             | a moll        | 1847–49                        | 1955, 1958    | —               | B.150   | KK IVb/11  | P2/11     |                                                                  | Needitované vydáno v Paříži roku 1955; editoval Jack Werner roku 1958                                                                                        |
| —              | C dur         | 1824 (?)                       | —             | —               |         | KK Vb/8    |           |                                                                  | Ztracen |
| —              | a moll        | 1824                           | —             | —               | —       | KK Vf      |           | hraběnka Lubienska                                               | Ztracen |
| —              | C dur         | 1826                           | —             | —               |         | KK Vb/3    |           |                                                                  | Rukopis zničen; dochovala se kopie začátku skladby přepsaná Chopinovou sestrou Ludwikou                                                                      |
| —              | As dur        | 1827                           | —             | —               |         | KK Vb/4    |           |                                                                  | Rukopis zničen; dochovala se kopie začátku skladby přepsaná Chopinovou sestrou Ludwikou                                                                      |
| —              | d moll        | 1828                           | —             | —               |         | KK Vb/6    |           |                                                                  | La Partenza; Rukopis zničen; dochovala se kopie začátku skladby přepsaná Chopinovou sestrou Ludwikou                                                         |
| —              | A moll        | 1829                           | —             | —               |         |            |           |                                                                  | Objeven 1937; byl ve vlastnictví H. Hinterbergera z Vídně, ale teď je považován za zničený                                                                   |
| —              | a moll        | 1829 (?)                       | —             | —               | —       | —          |           |                                                                  | Nákresy na krátké preludium a hlavní téma |
| —              | As dur        | 1829–30 (od 21. prosince 1830) | —             | —               |         | KK Vb/5    |           |                                                                  | Zmíněn v dopise Chopinově rodině z 21. prosince 1830; Rukopis zničen; dochovala se kopie začátku skladby přepsaná Chopinovou sestrou Ludwikou                |
| —              | Es dur        | 1829–30                        | —             | —               |         | KK Vb/7    |           |                                                                  | Rukopis zničen; dochovala se kopie začátku skladby přepsaná Chopinovou sestrou Ludwikou                                                                      |
| —              | C dur         | 1831                           | —             | —               |         |            |           |                                                                  | Rukopis zničen; dochovala se kopie začátku skladby přepsaná Chopinovou sestrou Ludwikou                                                                      |
| —              | ?             | 1845 (od)                      | —             | —               | —       | KK Ve/12   |           |                                                                  | Zmíněn v diáři L. Niedźwieckého |
| —              | H dur         | 1848 (12. října)               | —             | —               | B.166   | KK Va/3    |           | paní Erskine                                                     | Rukopis v soukromých rukou; nedostupný |
| —              | B dur         | 1849                           | —             | —               |         |            |           |                                                                  | Objeven 1952; ve vlastnictví Arthura Hedleyho |
| —              | ?             | ?                              | —             | —               |         | KK Vb/7    |           |                                                                  | Zmíněn v dopisech od Breitkopfa Izabele Barcińské roku 1878                                                                                                  |
| —              | ?             | ?                              | —             | —               | —       | KK Ve/10   |           |                                                                  | Zapsán v aukčním katalogu, Paříž, březen 1906 |
| —              | ?             | ?                              | —             | —               | —       | KK Vf      |           |                                                                  | několik valčíků; ztraceny |